# Чемпионат мира по трековым велогонкам 2008
Чемпионат мира по трековым велогонкам 2008 года прошёл в Манчестере с 26 марта по 30 марта под эгидой UCI. Было разыграно 18 комплектов наград: 10 у мужчин и 8 у женщин. Соревнования проходили на велодроме города Манчестер. Хозяева соревнований выиграли половину всех золотых медалей чемпионата.

## Медали

### Общий зачёт
(Жирным выделено самое большое количество медалей в своей категории; принимающая страна также выделена)
| Общее количество медалей |                |        |         |        |       |
| Место                    | Страна         | Золото | Серебро | Бронза | Всего |
| 1                        | Великобритания | 9      | 2       | 0      | 11    |
| 2                        | Нидерланды     | 3      | 3       | 2      | 8     |
| 3                        | Белоруссия     | 2      | 0       | 1      | 3     |
| 4                        | Франция        | 1      | 3       | 3      | 7     |
| 5                        | США            | 1      | 1       | 1      | 3     |
| 6                        | Куба           | 1      | 1       | 0      | 2     |
| 7                        | Новая Зеландия | 1      | 0       | 0      | 1     |
| 8                        | Дания          | 0      | 2       | 1      | 3     |
| 9                        | Литва          | 0      | 2       | 0      | 2     |
| 10                       | Германия       | 0      | 1       | 4      | 5     |
| 11                       | Австралия      | 0      | 1       | 3      | 4     |
| 12                       | Китай          | 0      | 1       | 0      | 1     |
| 12                       | Украина        | 0      | 1       | 0      | 1     |
| 14                       | Греция         | 0      | 0       | 1      | 1     |
| 14                       | Италия         | 0      | 0       | 1      | 1     |
| 14                       | Россия         | 0      | 0       | 1      | 1     |
| Всего                    | Всего          | 18     | 18      | 18     | 54    |

### Медалисты

#### Мужчины
| Дисциплина                         | Золото                                                                     | Золото      | Серебро                                                                                 | Серебро  | Бронза                                                              | Бронза   |
| ---------------------------------- | -------------------------------------------------------------------------- | ----------- | --------------------------------------------------------------------------------------- | -------- | ------------------------------------------------------------------- | -------- |
| Спринт                             | Крис Хой · Великобритания                                                  |             | Кевин Сиро · Франция                                                                    |          | Микаэль Бурген · Франция                                            |          |
| Гит на 1 км                        | Тён Мюлдер · Нидерланды                                                    | 1:01,332    | Михаэль Д’Альмейда · Франция                                                            | 1:01,514 | Франсуа Перви · Франция                                             | 1:01,574 |
| Индивидуальная гонка преследования | Брэдли Уиггинс · Великобритания                                            | 4:18,519    | Йеннингс Хёйзенга · Нидерланды                                                          | 4:23,474 | Алексей Марков · Россия                                             | 4:21,097 |
| Командная гонка преследования      | Эд Клэнси · Джерейнт Томас · Пол Мэннинг · Брэдли Уиггинс · Великобритания | 3:56,322 WR | Микаэль Ферк Кристенсен · Йенс-Эрик Мадсен · Алекс Расмуссен · Каспер Йёргенсен · Дания | 3:59,381 | Грэм Браун · Брэдли Макги · Марк Джемисон · Люк Робертс · Австралия | 4:00,089 |
| Командный спринт                   | Грегори Боже · Кевин Сиро · Арно Турнан · Франция                          | 43,271      | Росс Эдгар · Крис Хой · Джейми Стафф · Великобритания                                   | 43,777   | Тео Бос · Тён Мюлдер · Тим Велдт · Нидерланды                       | 43,718   |
| Кейрин                             | Крис Хой · Великобритания                                                  |             | Тён Мюлдер · Нидерланды                                                                 |          | Христос Валикакис · Греция                                          |          |
| Скрэтч                             | Александр Лисовский · Беларусь                                             |             | Вим Струтинга · Нидерланды                                                              |          | Роджер Клюге · Германия                                             |          |
| Гонка по очкам                     | Василий Кириенко · Беларусь                                                | 24          | Кристоф Риблон · Франция                                                                | 23       | Петер Схеп · Нидерланды                                             | 19       |
| Мэдисон                            | Марк Кавендиш · Брэдли Уиггинс · Великобритания                            | 19          | Роджер Клюге · Олаф Поллак · Германия                                                   | 13       | Михаэль Мёркёв · Алекс Расмуссен · Дания                            | 11       |
| Омниум                             | Хейден Годфри · Новая Зеландия                                             | 19          | Ли Ховард · Австралия                                                                   | 28       | Александр Лисовский · Беларусь                                      | 35       |

#### Женщины
| Дисциплина                         | Золото                                                           | Золото      | Серебро                                                     | Серебро  | Бронза                                                         | Бронза   |
| ---------------------------------- | ---------------------------------------------------------------- | ----------- | ----------------------------------------------------------- | -------- | -------------------------------------------------------------- | -------- |
| Спринт                             | Виктория Пендлтон · Великобритания                               |             | Симона Крупецкайте · Литва                                  |          | Дженни Рид · США                                               |          |
| Гит на 500 м                       | Лисандра Гуэрра · Куба                                           | 34,021      | Симона Крупецкайте · Литва                                  | 34,066   | Сэнди Клэйр · Франция                                          | 34,253   |
| Индивидуальная гонка преследования | Ребекка Ромеро · Великобритания                                  | 3:30,501    | Сара Хаммер · США                                           | 3:37,006 | Кейти Мактье · Австралия                                       | 3:32,347 |
| Командная гонка преследования      | Венди Хувенагель · Шанейз Рид · Джоанна Роуселл · Великобритания | 3:22,415 WR | Светлана Галюк · Леся Калитовская · Любовь Шулика · Украина | 3:29,744 | Шарлотта Беккер · Верена Йос · Александра Сонтаймер · Германия | 3:26,960 |
| Командный спринт                   | Виктория Пендлтон · Ребекка Ромеро · Великобритания              | 33,661      | Гун Цзиньцзе · Чжэн Лулу · Китай                            | 34,223   | Дана Глёсс · Мириам Вельте · Германия                          | 34,036   |
| Кейрин                             | Дженни Рид · США                                                 |             | Виктория Пендлтон · Великобритания                          |          | Кристин Мюхе · Германия                                        |          |
| Скрэтч                             | Эллен ван Дик · Нидерланды                                       |             | Юмари Гонсалес · Куба                                       |          | Белинда Госс · Австралия                                       |          |
| Гонка по очкам                     | Марианн Вос · Нидерланды                                         | 33          | Трине Шмидт · Германия                                      | 25       | Вера Каррара · Италия                                          | 20       |